# Gynoplistia eluta
Gynoplistia eluta är en tvåvingeart som beskrevs av Alexander 1923. Gynoplistia eluta ingår i släktet Gynoplistia och familjen småharkrankar. Inga underarter finns listade i Catalogue of Life.